# Вольф, Борис Эдуардович фон
Барон Борис Эдуардович фон Вольф (5 (17) октября 1850 — 10 (23) марта 1917, Петроград) — русский государственный деятель, директор Александровского лицея, тайный советник, гофмейстер.

## Биография
Православный. Сын барона Иоганна-Готлиба (Эдуарда Генриховича) фон Вольфа (1817—1883) и Софьи Яковлевны Потемкиной (1818—1887), внук участника войн с Наполеоном генерала Я. А. Потемкина.
Вместе с братом Павлом Эдуардовичем (ум. 1918) был владельцем поместья Штомерзее (в районе Шваненбурга), где его отец построил дворец в неоклассическом стиле.
Изучал экономику в Дерптском университете, затем прослушал курсы в университетах Берлина и Лейпцига, в 1881 получил степень доктора философии. Почетный мировой судья Венден-Валкского округа.
В службу вступил 15 декабря 1875, камер-юнкер (1881), камергер (1889).
В 1879—1892 был кабинет-секретарем королевы Ольги Вюртембергской, подруги его матери. Был директором Ольгинских благотворительных заведений в Вюртемберге (Ольгинского общества, Ольгинских больниц и детских приютов).
По возвращении в Россию в 1894 году был удостоен придворного звания «в должности гофмейстера».

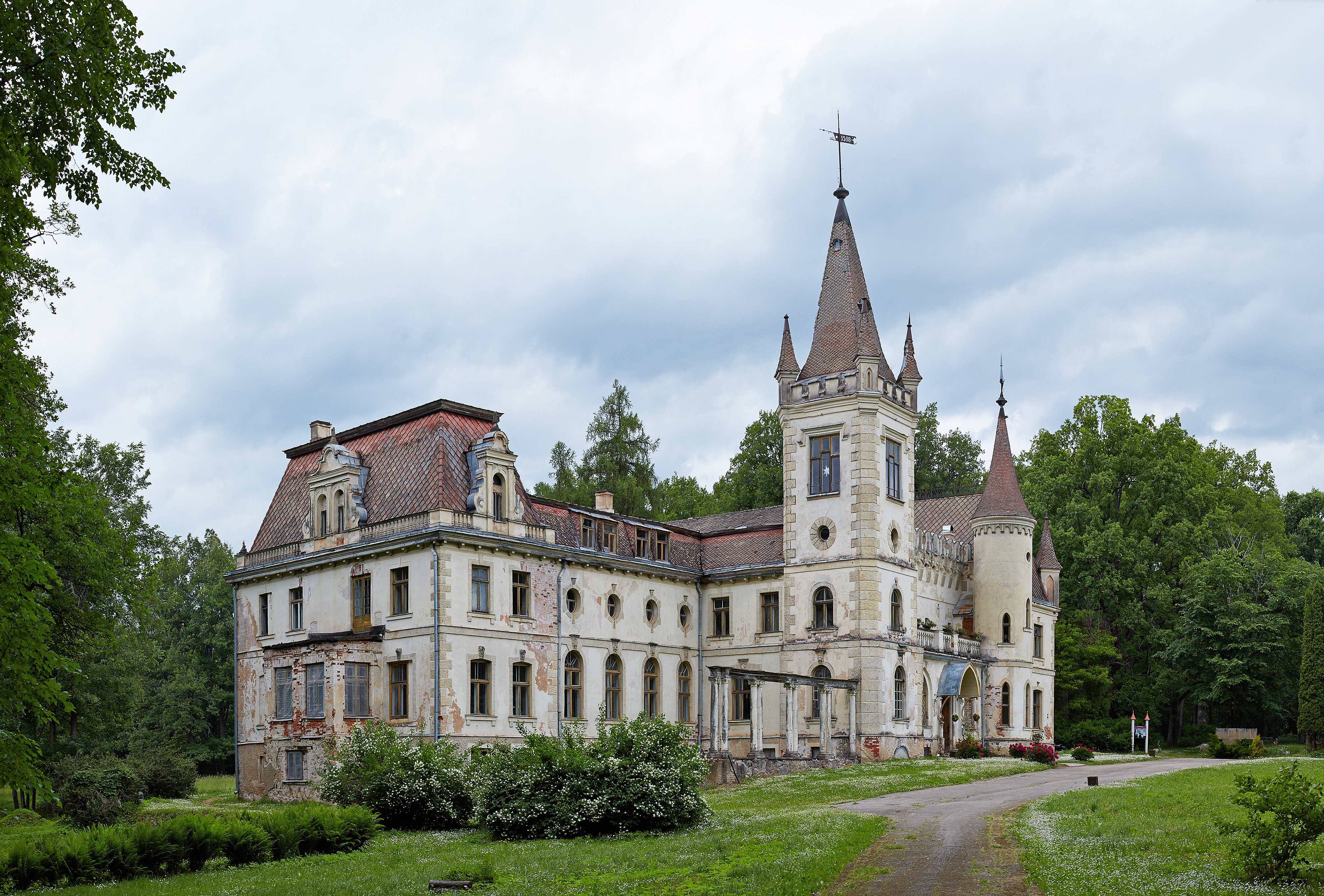
Дворец баронов Вольфов в Штомерзее

Служил чиновником для особых поручений при министерстве финансов, действительный статский советник (1.01.1900).
Участвовал в организации госпиталей и детских приютов в Петербурге и Павловске, в 1906—1908 был попечителем Виленского учебного округа, в 1908—1910 директором Александровского лицея. Член совета Петроградского Ольгинского приюта трудолюбия.
В 1910 пожалован чином гофмейстера. Тайный советник (2.09.1910).
Погиб в Петрограде вскоре после Февральской революции.
По версии, изложенной его внуком, итальянским дипломатом и писателем Борисом Бьянкери в книге «Возвращение в Штомерзее», проходя по Екатерининской площади, столкнулся с толпой железнодорожников, шедшей под красными знаменами. Попытался слиться с толпой, чтобы избежать расправы, но по дорогой обуви был опознан, как слуга старого режима, и насмерть забит революционно настроенными рабочими.

## Награды
- орден Святого Станислава 2-й ст. (1891)
- орден Святой Анны 2-й ст. (1894)
- орден Святого Владимира 3-й ст. (1908)
- медаль «В память царствования императора Александра III»
- медаль «В память 300-летия царствования дома Романовых»

Иностранные:
- орден Вюртембергской короны (1881)

## Семья
30 января 1894 женился на знаменитой итальянской камерной певице и скрипачке Аличе Барби (1858—1948), с которой познакомился годом ранее в Дрездене, выполняя дипломатическое поручение при саксонском дворе.
Дети:
- Александра (1894—1982). Муж 1) (1918, развод 1932): Андрей Адольфович (Андреас Балтазар Вальтер), барон Пилар фон Пильхау (1891—1960); 2) (1932): князь Джузеппе Томази ди Лампедуза (1896—1957), писатель
- Ольга (1896—1984). Муж (1927): Аугусто Бьянкери-Кьяппори (1879—1939), дипломат